# Rosa María Guerrero
Rosa María Guerrero Cazares (30 novembre 1984) è un'atleta paralimpica messicana specializzata nelle gare di lancio del disco e del peso e appartenente alla categoria F55.
Nel corso della sua carriera paralimpica ha disputato per due volte i Giochi paralimpici, vincendo due medaglie di bronzo nel 2020 e nel 2024.

## Carriera
Appassionata di calcio, lo ha praticato fino al 2010 quando a seguito di una malattia è diventata paraplegica.
Successivamente, è stata inizialmente coinvolta nella pallacanestro in carrozzina prima di essere notata dall'allenatore Ivan Rodriguez, che l'ha invitata ad allenarsi con la nazionale di atletica leggera.
Nel 2017 ha fatto il proprio debutto a livello internazionale vincendo una medaglia di bronzo nel lancio del peso ai mondiali paralimpici di Londra; mentre nel 2019 ha vinto le prime due medaglie d'oro ai giochi parapanamericani nel lancio del disco e peso.
Nel 2021 partecipa ai Giochi paralimpici di Tokyo, vincendo una medaglia di bronzo nel lancio del disco, dietro alla cinese Dong Feixia e alla lituana Diāna Dadzīte. Si ripete anche tre anni dopo a Parigi.

## Palmarès

### Lancio del disco

#### Giochi paralimpici estivi
- 2 medaglie
  - 2 bronzi (Tokyo 2020, Parigi 2024)

#### Mondiali paralimpici
- 2 medaglie
  - 1 oro (Parigi 2024)
  - 1 bronzo (Kōbe 2024)

#### Giochi parapanamericani
- 1 medaglia
  - 1 oro (Lima 2019)

### Getto del peso

#### Mondiali paralimpici
- 1 medaglia
  - 1 bronzo (Londra 2017)

#### Giochi parapanamericani
- 1 medaglia
  - 1 oro (Lima 2019)